# محمية بيتامبونا
محمية بيتامبونا هي محمية طبيعية في منطقة أتسينانانا في مدغشقر. تقع على بعد 40 كم شمال غرب تواماسينا وتأسست عام 1927. تبلغ مساحة المحمية 29.2 كم 2.
مثل معظم جيولوجيا السواحل الوسطى والشرقية لمدغشقر، تتكون بيتامبونا من الصخور المتحولة والنارية من قاعدة العصر ما قبل الكمبري.
تعتبر غابات بيتامبونا نموذجية للغابات المطيرة الأخرى في مدغشقر، والتي تتميز بتنوع كبير من الأشجار المنخفضة والأشجار الصغيرة مقارنة بالغابات المطيرة في أجزاء أخرى من العالم.
يسود المحمية مناخ حار ورطب.

## الوصول إلى المحمية
11 كم شمال تواماسينا حتى الوصول إلى إيفولوينا، ثم اتباع الطريق الإقليمي 7 لمدة 35 كم.